# شهر السلطان
هفدهمین ماه از ماه‌های سال ۳۶۱ روزه آیین بیانی است که توسط سید علی محمد باب در کتاب چهارشآن به آن اشاره شده‌است.
- الأسماء کلشیئ - چهار شآن

همچنین
هفدهمین ماه از ماه‌های ۱۹گانه در گاه‌شماری بهائی است که مثل همه ماه‌های این گاه‌شماری دارای ۱۹ روز می‌باشد.

## مرگ‌ها
قتل ملاحسین بشرویه ماقب به باب الباب در جنگ قلعه طبرسی مصادف با یوم الجلال (صبح شنبه) نهم ماه سلطان دو سال قبل از مبدأ تقویم بدیع بیانی